# Macgregoromyia brevisector
Macgregoromyia brevisector är en tvåvingeart som beskrevs av Alexander 1931. Macgregoromyia brevisector ingår i släktet Macgregoromyia och familjen storharkrankar. Inga underarter finns listade i Catalogue of Life.